# Parodia hausteiniana
Parodia hausteiniana är en kaktusväxtart som beskrevs av Walter Rausch. Parodia hausteiniana ingår i släktet Parodia och familjen kaktusväxter. Inga underarter finns listade i Catalogue of Life.

## Bildgalleri

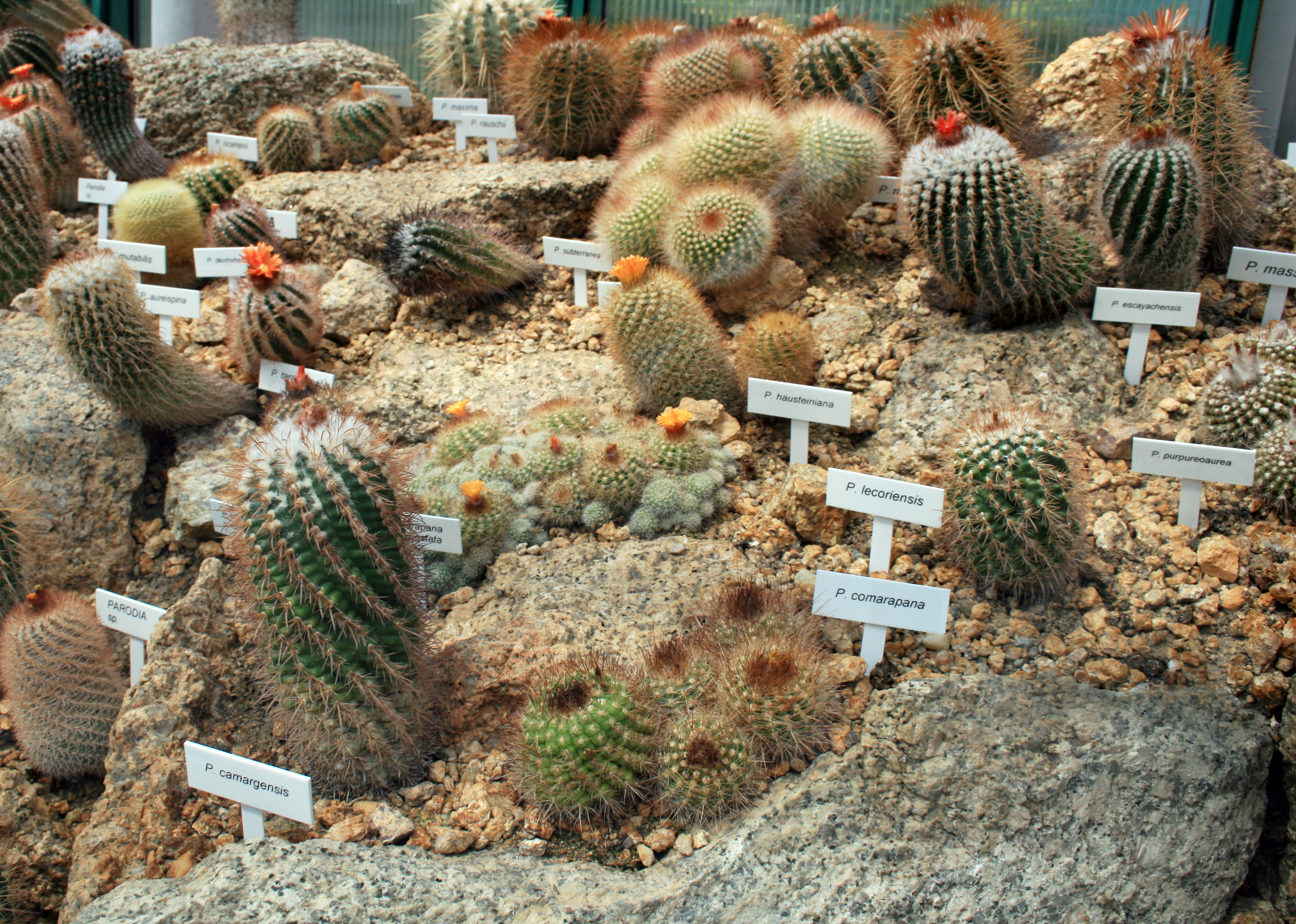
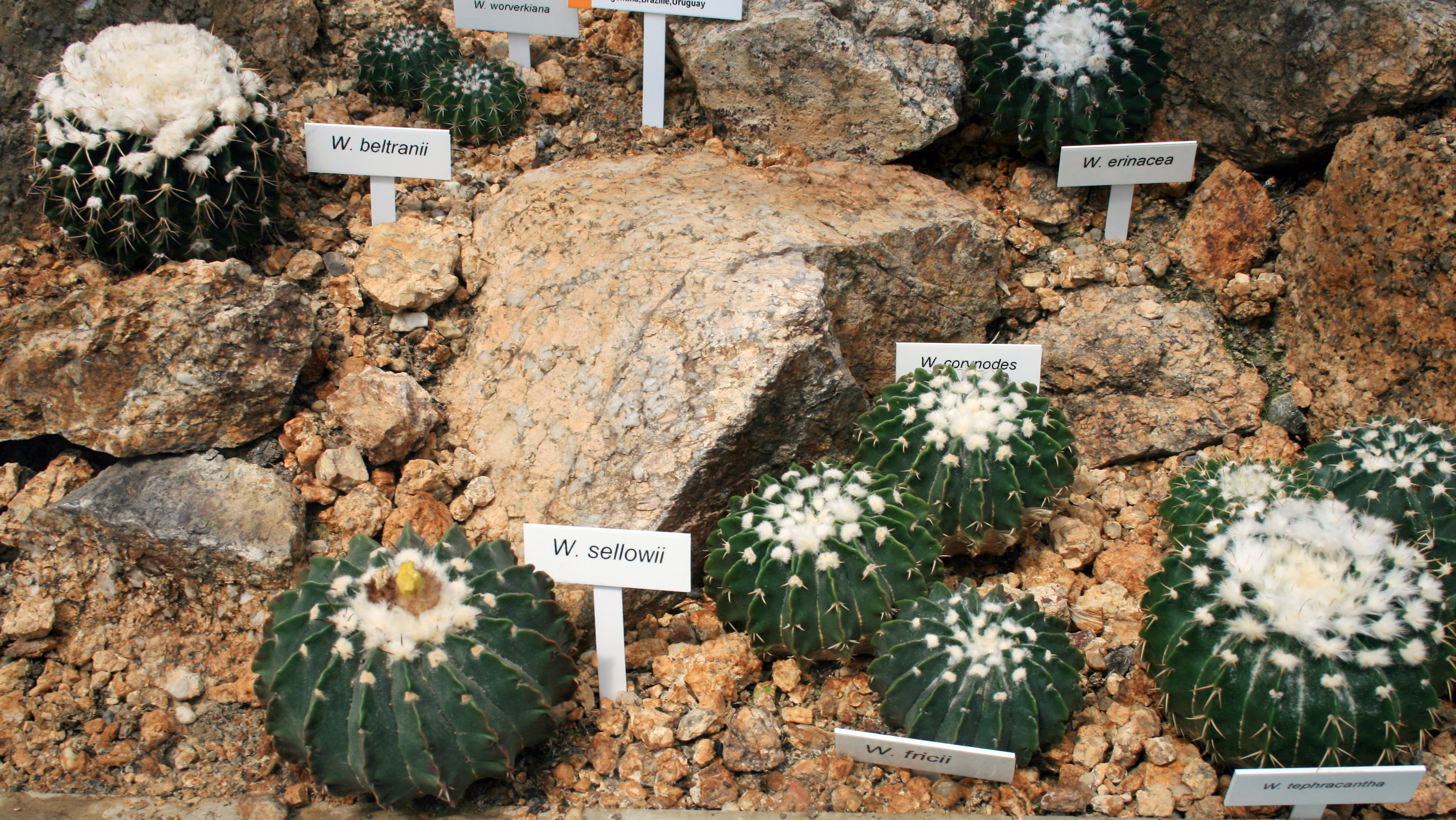